# CFL série 2200
Les 2200 sont une série de rames automotrices électriques à deux niveaux des CFL issue du type Coradia Duplex d'Alstom. Elles sont de conception identique aux Z 24500 en service à la SNCF.

## Description

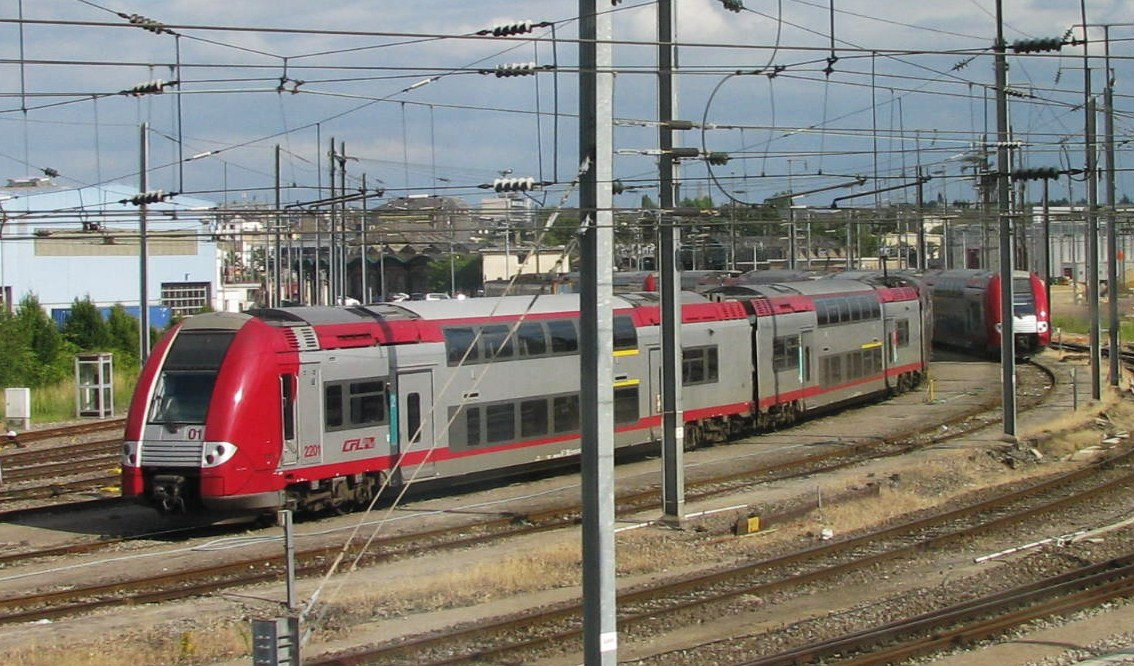
UM 2 de 2200.

Le 13 novembre 2000, les CFL concluent un accord à la SNCF pour l'acquisition par l'opérateur luxembourgeois de 12 automotrices tricaisses à 2 niveaux interopérables sur les réseaux luxembourgeois et français. La SNCF adosse cette commande à son marché portant sur la fourniture de 79 rames de type TER 2N NG.
Les 2200 disposent d'une salle basse surbaissée permettant l'accès aux PMR, sont aptes à circuler à 160 km/h grâce à la motorisation répartie, font l'objet d'une sécurité passive renforcée et peuvent assurer des parcours jusqu'à 2 h 30 de temps de trajet.
Les 2200 ont été construites par Alstom à Valenciennes, sur les mêmes chaînes de montage que les Z 24500 de la SNCF.
Les 2200 sont pré-équipées pour recevoir l'Équipement à Agent Seul. Les rames embarquent d'origine le KVB afin de circuler en France et étaient équipées en phase transitoire du système luxembourgeois de répétition des signaux Mémor II+ ; elles ont ensuite été rétrofitées pour être équipées du système ETCS, pour un coût d'environ 300 000 euros par rame.
Les rames sont aptes à circuler sur l'ensemble du réseau luxembourgeois, en France, ainsi que depuis 2008 en Belgique entre la frontière luxembourgeoise et Virton.

Les 2200 sont aptes à l'unité multiple entre elles avec une homologation jusqu'à 2 éléments et l'étaient avec les rames SNCF jusqu'au retrofit ERTMS.

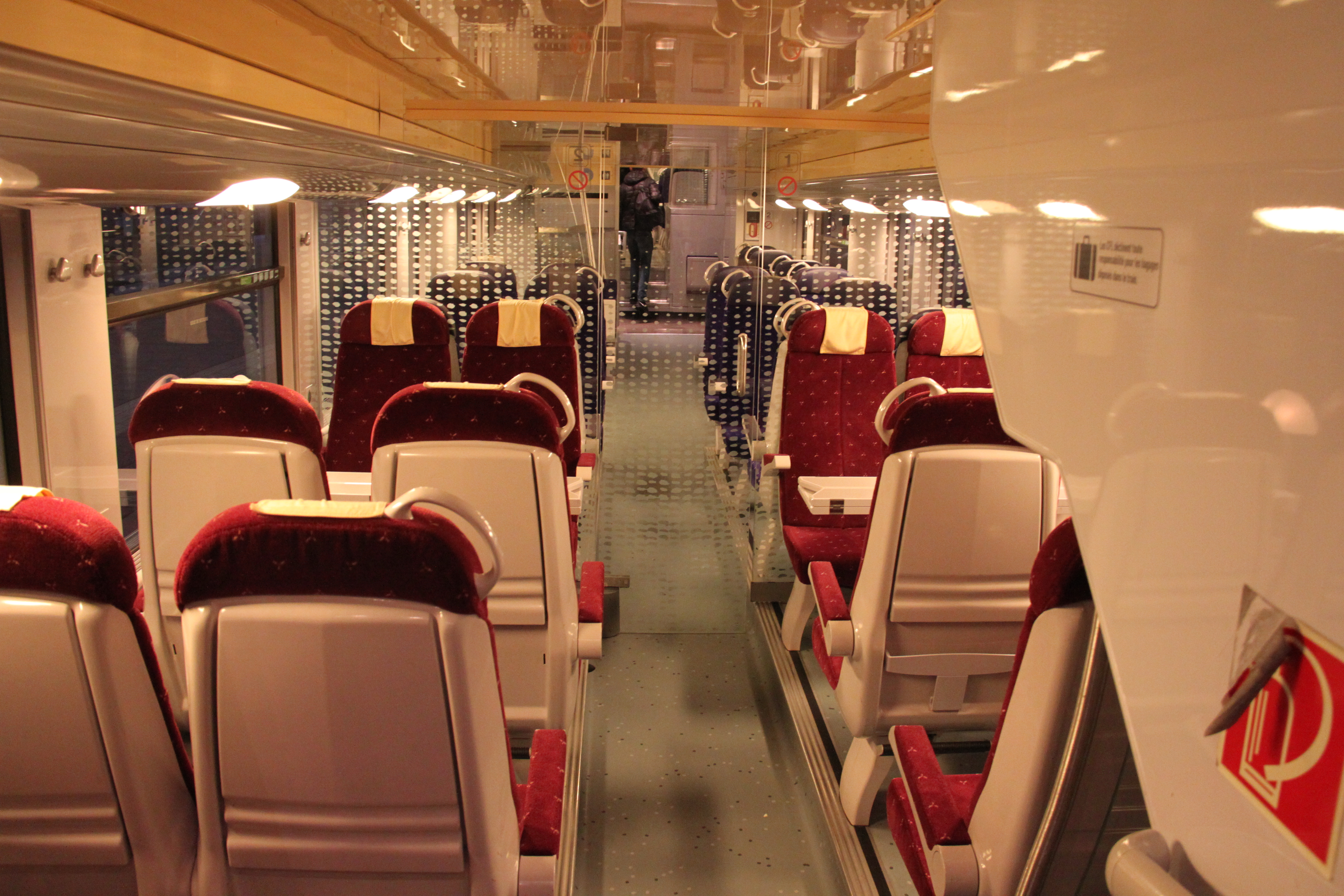
Espace première classe en salle basse
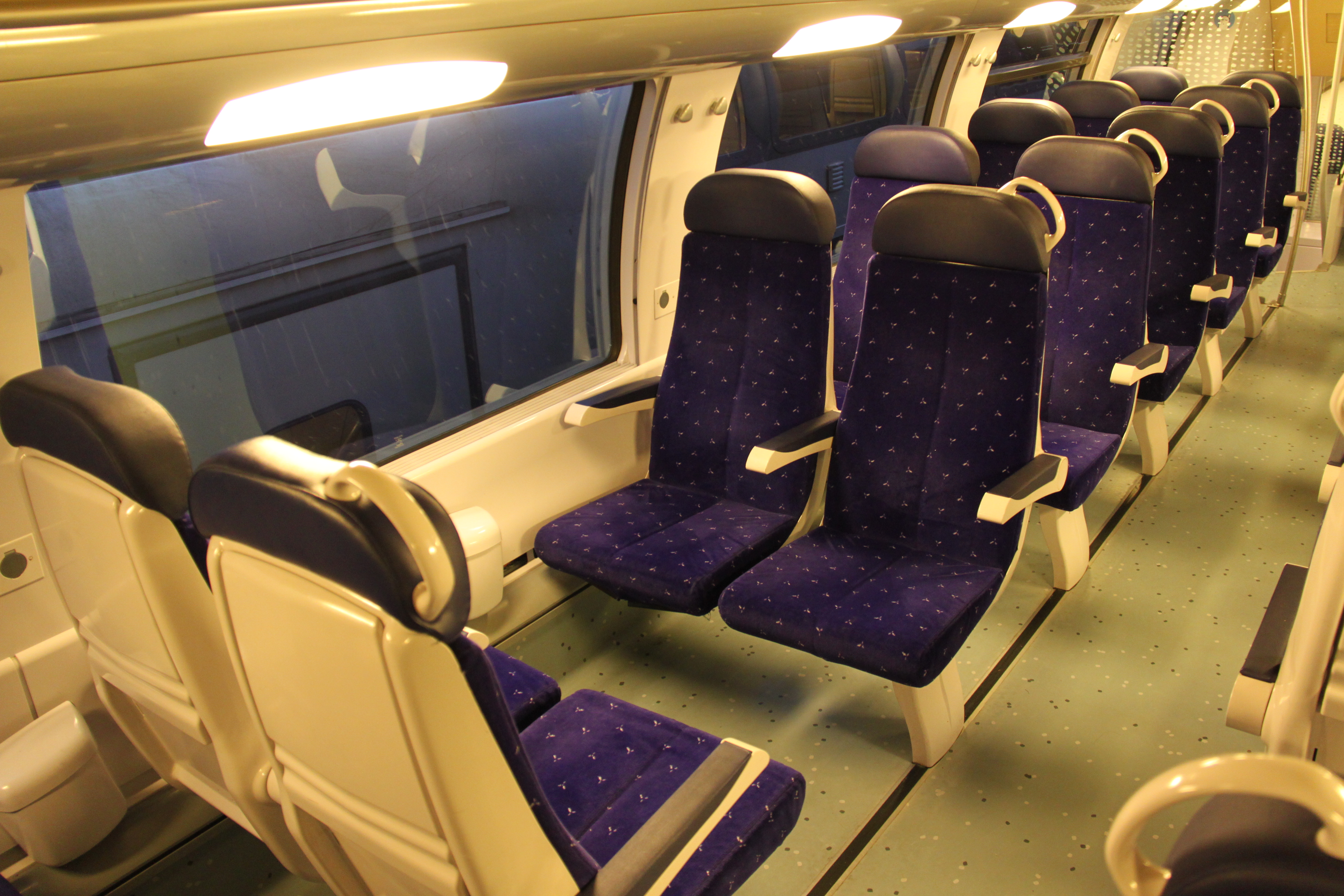
Espace seconde classe en salle haute
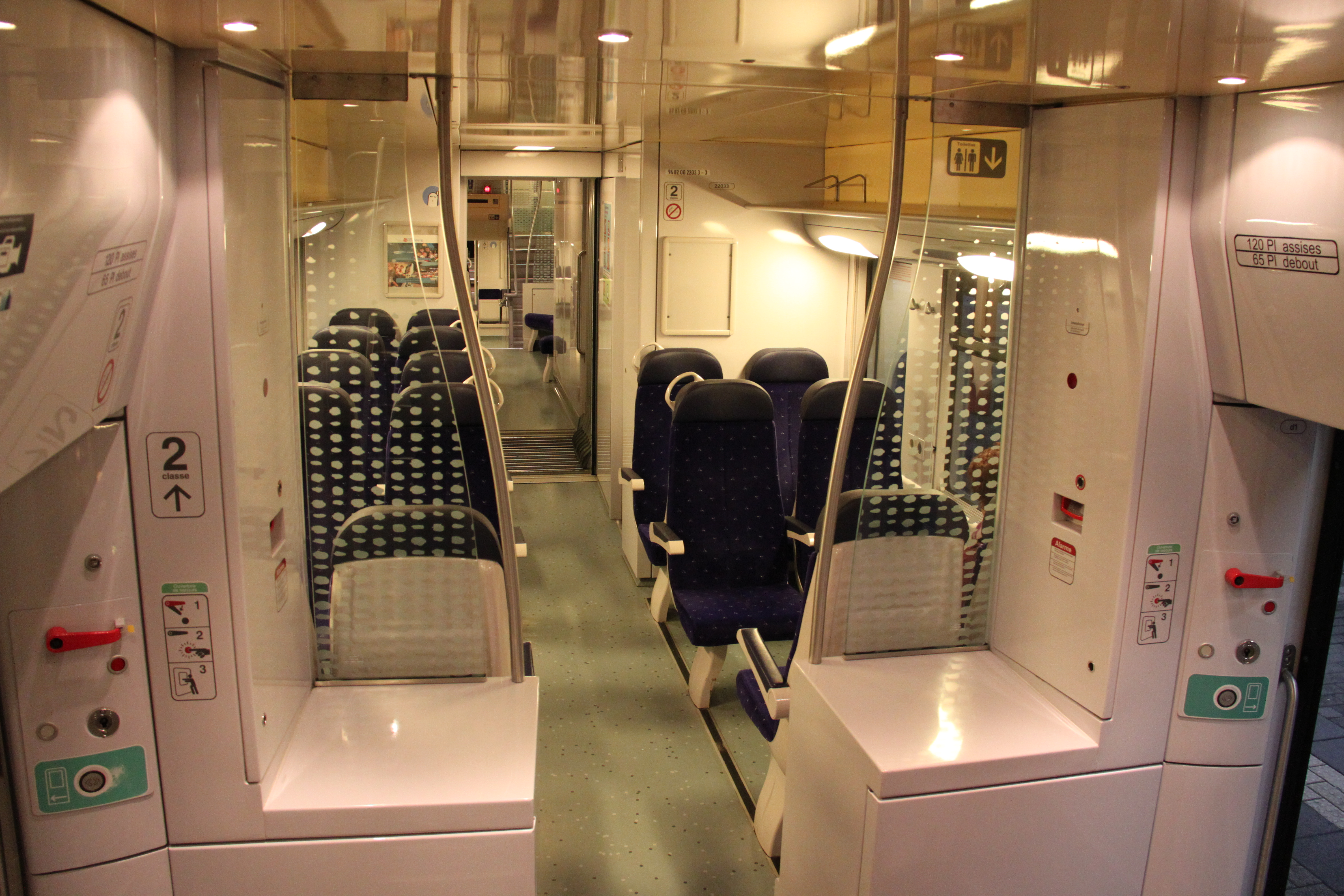
Plateforme d'accès et interciculation

## Commandes

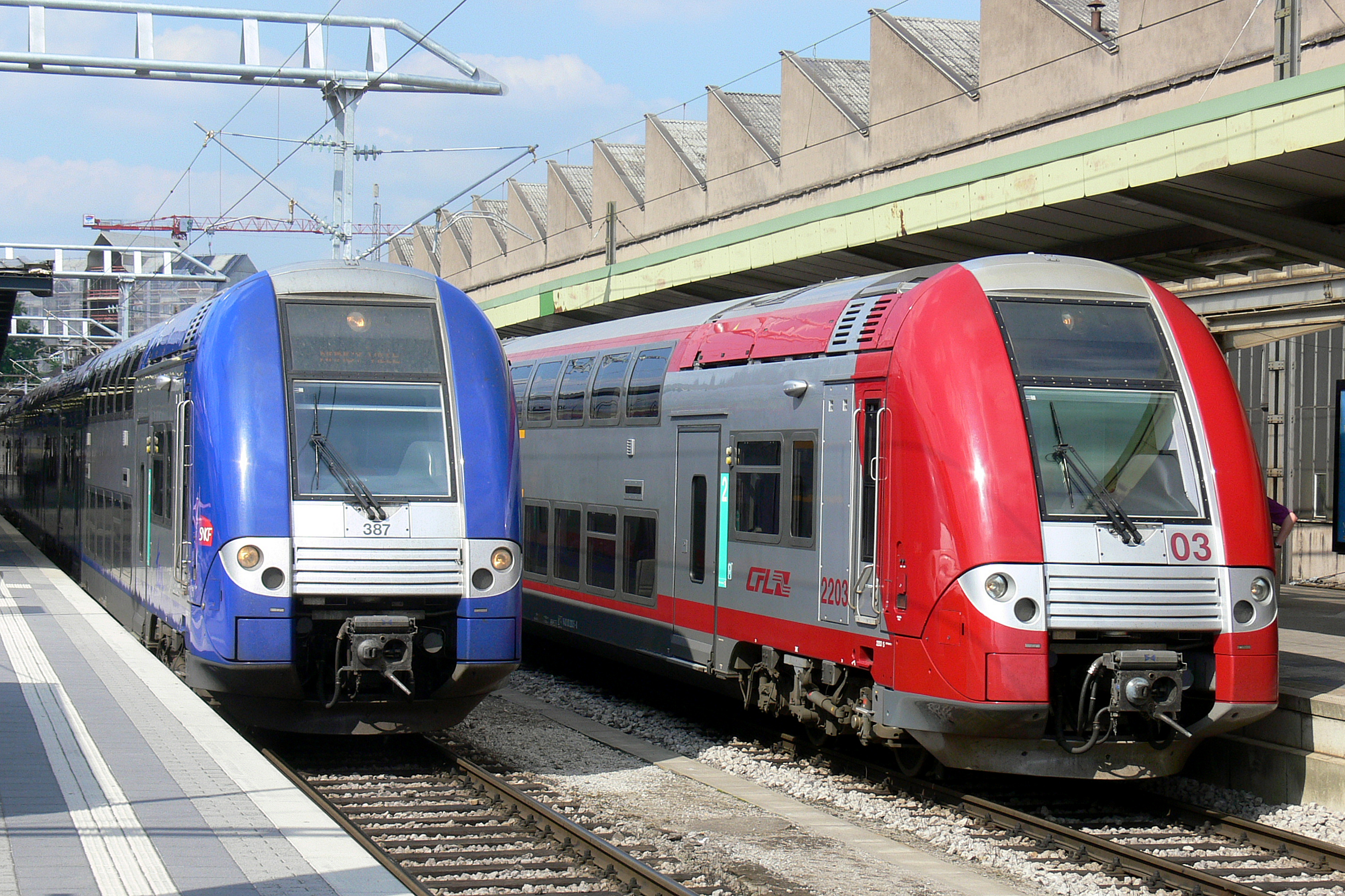
2200 des CFL et Z 24500 de la SNCF en gare de Luxembourg.

La première commande de 12 rames tricaisses, d'un montant de 86,4 millions d'euros, a été passée en 2000 auprès de la SNCF, l'opérateur français mandatant ensuite Alstom pour la fourniture des rames. Les 12 rames ont été livrées entre 2004 et 2006.
La seconde commande a été passée début 2009 pour 10 rames supplémentaires, plus 2 caisses supplémentaires pour reconstituer la rame 2207 mise en service en 2005 et accidentée en 2006. Cette seconde commande sera la dernière passée à Alstom pour ce type d'engins. Les éléments ont été livrés en 2010.
Au total, 68 caisses ont été livrées aux CFL, formant 22 rames tricaisses.
Les 8 premières rames sont l'objet d'une opération mi-vie à l'atelier SNCF de Saint-Pierre-des-Corps.

## Services effectués
La série 2200 est utilisée en 2025 sur les relations suivantes :
- Rodange - Troisvierges
- Luxembourg - Diekirch
- Luxembourg - Troisvierges
- Luxembourg - Kleinbettingen
- Luxembourg - Esch-sur-Alzette
- Luxembourg - Rodange
- Luxembourg - Pétange
- Luxembourg - Longwy
- Mersch - Pétange

Les rames assurent également des missions TER Grand Est de la liaison Luxembourg - Metz et également certains TER Luxembourg-Metz-Nancy.

## Parc
L'ensemble du parc est basé au dépôt de Luxembourg, avec 22 exemplaires (au 1er janvier 2011).
La rame 2211 a subi une collision frontale avec un train de fret près de Dudelange, le 14 février 2017. L'une des motrices a été récupérée par le Corps grand-ducal d'incendie et de secours en 2019 afin que les pompiers puissent s'y entraîner.

## Accident de Zoufftgen
L’accident ferroviaire de Zoufftgen du 11 octobre 2006 sur la ligne Luxembourg - Dijon est une collision frontale entre deux trains qui a fait six morts et un blessé grave. L’automotrice no 2207 fut gravement avariée lors de sa collision frontale avec la BB 37007 de la SNCF. Si la motrice de tête a été entièrement détruite sous la violence du choc, la conception récente du train a permis à la remorque intermédiaire et à la motrice de queue d’être relativement épargnées.